# 昨天涯---献给布宜诺斯艾利斯
《昨天涯—獻給布宜諾斯艾利斯》是譚維維於2017年5月4日發行的一首單曲，該曲被收錄在專輯《春生》中 。 2019年5月2日，哈佛大學費正清中心舉辦“華語流行音樂四十年”論壇，並邀請尹約作為代表之一發表演講。 尹約作為80後詞作代表，在論壇上發言並展示了《昨天涯》等四首作品。

## 音樂影片
2017年6月28日，單曲《昨天涯—獻給布宜諾斯艾利斯》MV上線。

## 製作名單
名單來源：蝦米音樂
- 譚維維 – 人聲
- 尹約 – 作詞
- 高曉松 – 作曲

## 現場演出
2017年7月10日，譚維維在紅原大草原雅克音樂季暨首屆雅克·藏羌彝原創音樂盛典上演唱《昨天涯——獻給布宜諾斯艾利斯》。